# Цейлонская ложная спепозмейка
Цейлонская ложная спепозмейка (лат. Rhinophis saffragamus) — вид неядовитых змей семейства Uropeltidae, эндемик Шри-Ланки.

## Описание
Крупные особи достигают в длину 50 см. Тело цилиндрической формы, без шейного перехвата. Голова маленькая, заостренная. Хвост заканчивается плоской площадкой и кажется отрезанным, плоская часть не несет нормальной чешуи, шероховатая. Спина коричневая с металлическим синеватым отливом (по некоторым данным в задней части каждой чешуйки темное пятно), чешуи на боках коричневые с широким желтоватым окаймлением. Голова может быть светлее тела. Брюхо желтоватое или светло-коричневое. У молодых в окраске спины присутствуют жёлтые, а в окраске брюха — коричневые точки.

## Образ жизни
Редкий эндемичный вид, представитель монотипичного рода, обитающий в центре и на юге острова. Известен из мезофильных и влажных мест. В горы поднимается до высоты 900 м.
Для этой змеи характерен роющий образ жизни, но она не способна рыть ходы в плотной почве. Срезанный кончик хвоста, по некоторым данным, «затыкает» ход за змеей, подобно пробке, перекрывая вход хищнику. Питается червями, насекомыми, мелкими роющими амфибиями.
При поимке ведет себя не агрессивно, не кусается. Несмотря на это, считается местными жителями ядовитой.

## Размножение
Яйцеживородящие змеи. Детеныши появляются на свет длиной около 10 см.

## Таксономия
Вид впервые был упомянут Жоржем Кювье в 1829 году без описания (nomen nudum) как Uropeltis philippinus. В 1832 Иоганн Мюллер привёл его описание под тем же названием. В 1839 году Герман Шлегель выделил его в отдельный род «Pseudo-typhlops». 
В 1953 году на Шри-Ланке было описано три вида змей рода Uropeltis, но все они впоследствии были признаны синонимами цейлонской ложной слепозмейки. 
Позднее использование молекулярных данных позволило выявить, что Pseudotyphlops phillipinus формирует кладу с представителями рода Rhinophis, обитающими на Шри-Ланке, на основании чего вид был помещён в этот род. Для того, чтобы избежать омонимии с другим видом, Rhinophis philippinus, видовое название цейлонской ложной слепозмейки на латинском заменили на «saffragamus», позаимствованное у младшего синонима.